# KIIS-FM
KIIS-FM é uma estação de rádio que cobre a grande área metropolitana de Los Angeles.